# Moviment obrer a Espanya
El moviment obrer a Espanya es va iniciar a Catalunya en les dècades de 1830 i 1840 encara que va ser en el Sexenni Democràtic quan neix realment amb la fundació al Congrés Obrer de Barcelona de 1870 de la Federació Regional Espanyola de la Primera Internacional (FRE-AIT). Durant la Restauració es funden les dues grans organitzacions sindicals espanyoles, la Unió General de Treballadors (1888) i l'anarcosindicalista Confederació Nacional del Treball (1910), amb predomini d'aquesta última fins a la Segona República Espanyola. CNT i UGT protagonitzaran la revolució social que es va produir a la zona republicana durant els primers mesos de la Guerra Civil Espanyola. Durant la dictadura franquista les dues centrals històriques van ser durament reprimides fins a pràcticament desaparèixer. En l'etapa final del franquisme va sorgir una nova organització anomenada Comissions Obreres, que juntament amb la reconstituïda UGT, seran els dos sindicats majoritaris des de l'inici del nou període democràtic fins a l'actualitat.

## Orígens
Els orígens del moviment obrer a Espanya se situen a Catalunya en les dècades de 1830 i 1840 ja que era l'únic lloc on existia una indústria moderna, el sector tèxtil cotoner. Allà es van produir els primers conflictes entre obrers i patrons i s'hi va fundar l'any 1840 el primer sindicat de la història d'Espanya, la Societat de Protecció Mútua de Teixidors de Cotó de Barcelona. També a Catalunya, va tenir lloc la primera vaga general en 1855, durant el bienni progressista, un període d'extensió del moviment a altres zones d'Espanya, i també a Catalunya es va reunir el primer Congrés Obrer l'any 1865, seguit d'un altre en 1868, aquest darrer celebrat després del triomf de la Revolució Gloriosa de 1868, que en reconèixer per primera vegada la llibertat d'associació va posar fi, almenys momentàniament, a les persecucions i prohibicions que havia sofert l'obrerisme incipient durant els quaranta anys anteriors.
Amb la formació a Espanya dels dos primers grups de la Primera Internacional en 1869, un a Madrid i un altre a Barcelona, comença una nova etapa en la història del moviment obrer a Espanya, en la qual, com adverteix Manuel Tuñón de Lara, «per primera vegada, la consciència de classe s'expressava a un nivell en què es posava en dubte la totalitat del sistema de relacions de producció, institucions i valors».

## Sexenni Democràtic

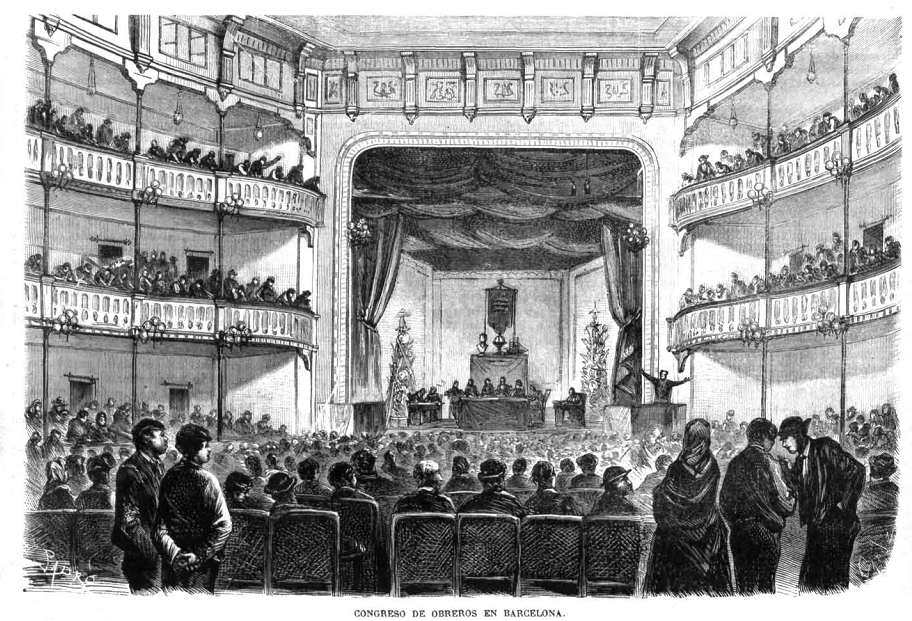
Congrés Obrer de Barcelona de 1870, dibuix de Padró, gravat de Capuz, en La Il·lustració Espanyola i Americana

La Primera Internacional (nascuda a Londres l'any 1864) es va organitzar a Espanya mitjançant la Federació Regional Espanyola de la AIT fortament influïda per la bakuninista Aliança Internacional de la Democràcia Socialista). Així doncs, el moviment obrer espanyol va comptar amb una preponderància dels sectors anarquistes, enfront de la preponderància socialista de la major part de la resta d'Europa.
L'any 1870 la FRE-AIT comptava amb 30.000 afiliats i l'Aliança va aconseguir a la llarga el domini de la Federació, imposant-se al Congrés Obrer de Barcelona de 1870 el programa anarquista: abstenir-se de l'activitat política (no crear partit obrer i no votar) i la defensa de la "acció directa". Mentre, el marxisme defensava la necessitat d'una democràcia obrera organitzada i centralitzada, i per arribar a ella defensava la necessitat d'un partit polític obrer.

## La Restauració
La ruptura entre Marx i Bakunin es va produir l'any 1872; la Federació Espanyola va aliar-se amb Bakunin, sense haver creat cap altre partit obrer, que acordava l'antielectoralisme amb el suport puntual als republicans federals. Mentrestant, el grup marxista va crear el PSOE l'any 1879 i el sindicat obrer Unió General de Treballadors, l'any 1888.

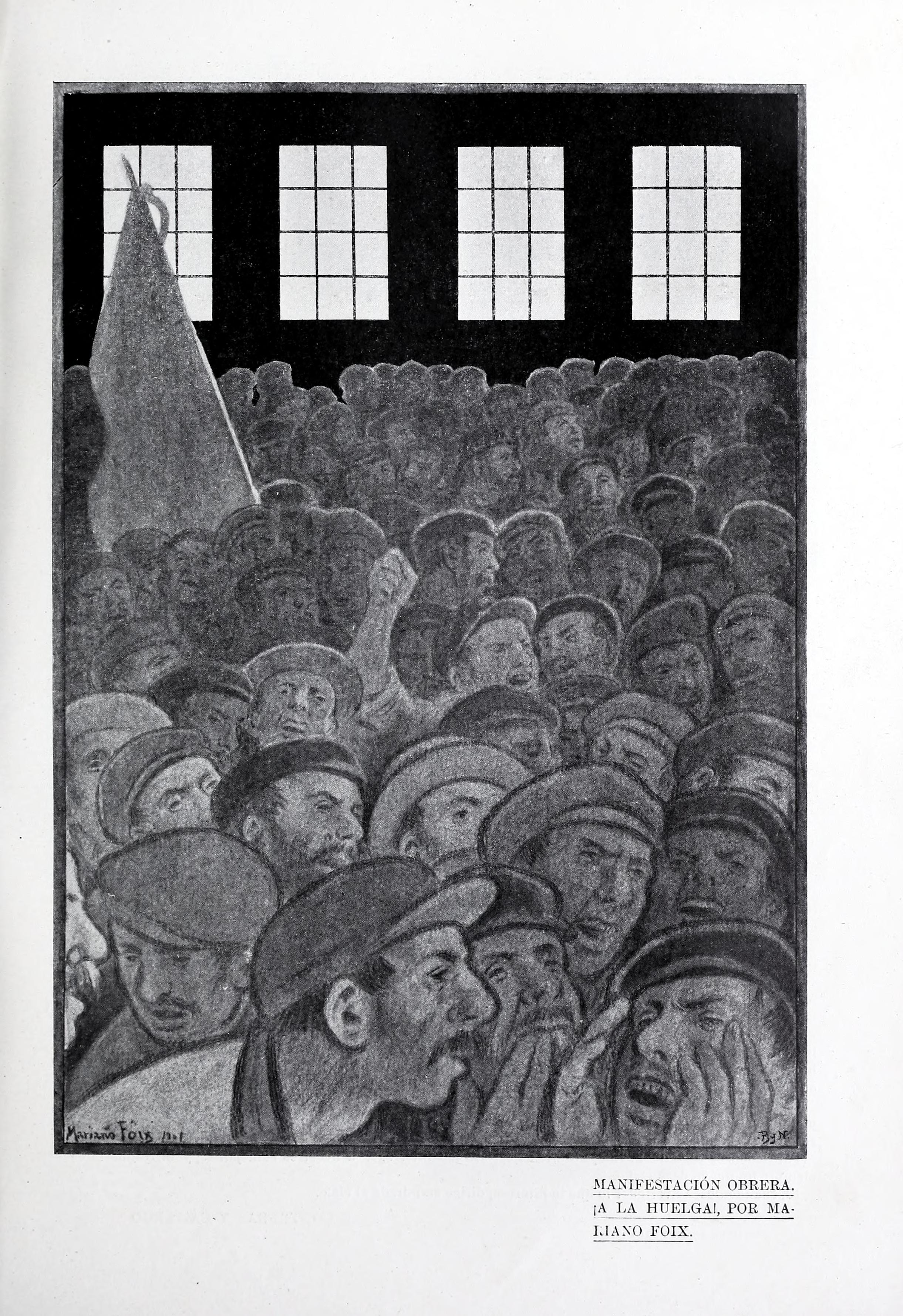
Manifestació obrera A la Vaga! de Marià Foix

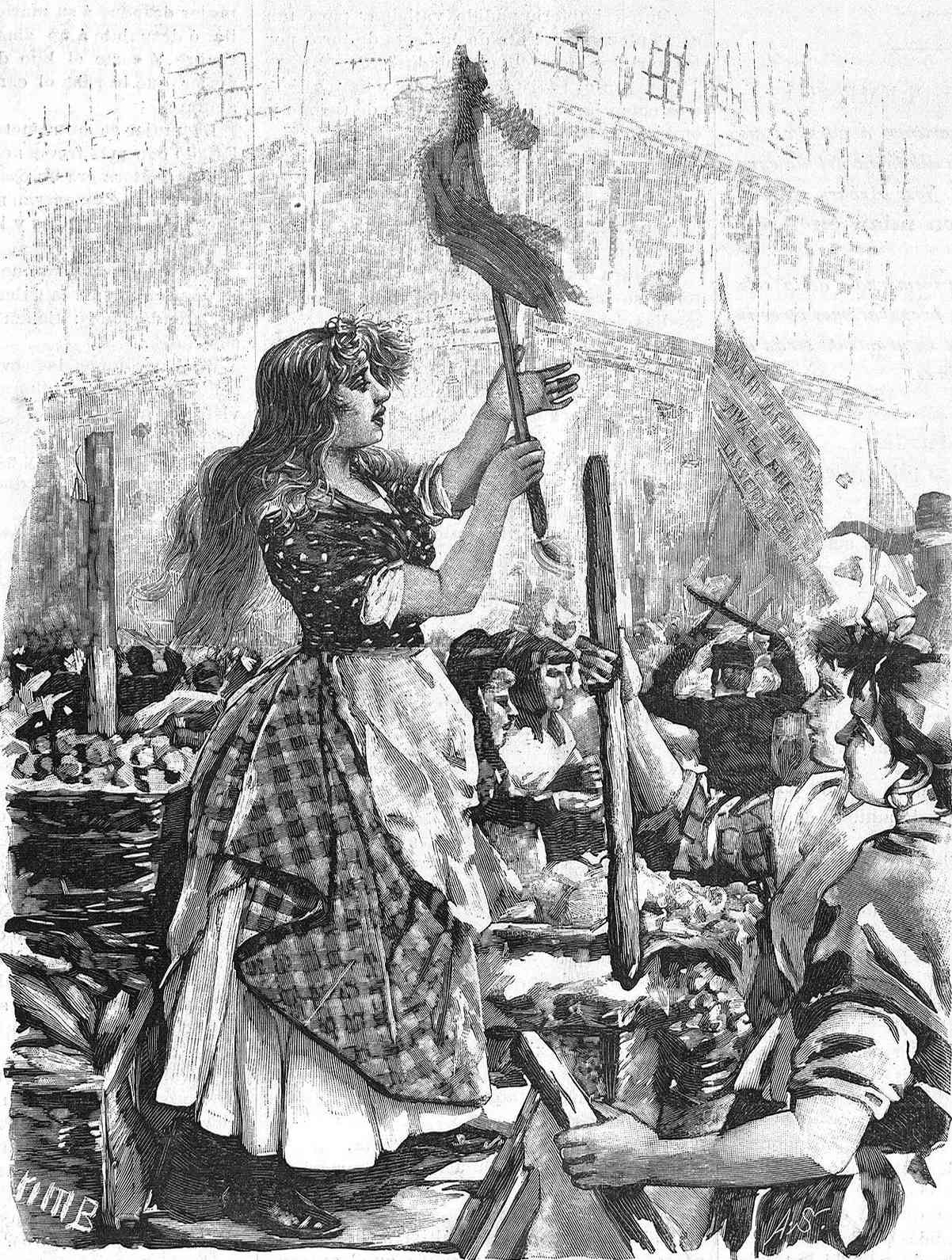
Motí de les verdureres

Durant el segle xx, es va produir un desenvolupament del moviment obrer, destacant-ne la industrialització d'Astúries, Euskadi i Catalunya. Es van prouduir divergències entre els anarquistes; hi havia corrents puristes antisindicals, corrents partidaris del terrorisme individual i corrents anarcosindicalistes, basats en el sindicalisme revolucionari.
A Espanya l'anarcosindicalisme va aconseguir crear un moviment massiu; l'any 1907 es fundà la confederació sindical Solidaritat Obrera a Barcelona, de tendència anarcosindicalista, que publica un periòdic conegut com la "Soli". Després de la recessió econòmica de 1908 es plantegen vagues generals com a resposta als acomiadaments massius i la reducció dràstica salarial. Amb la crida a files de molts obrers a l'exèrcit per lluitar en la guerra del Marroc, es produeix la Setmana Tràgica.
Els anarcosindicalistes van convocar un Congrés Nacional de Treballadors a Barcelona l'any 1910. Van crear la Confederació Nacional del Treball, que esdevindria el sindicat majoritari fins a la guerra civil.
A finals de la dècada de 1910, els patrons es van organitzar arreu de l'estat contra el socialisme i el sindicalisme revolucionari. La policia es trobava desorientada i amb manca d'efectius per afrontar-ne el moviment. Molts obrers van veure el terrorisme individual com una oportunitat per justificar la repressió policial. A més, va aparèixer el terrorisme blanc, que eren pistolers de la patronal, i va empitjorar-ne la situació.
Durant la I Guerra Mundial, Espanya va mantenir-se neutral i va afavorir-ne l'economia. Això va provocar l'increment de vagues, destacant La Canadenca, que va aconseguir la jornada laboral de 8 hores. La reacció del govern davant d'aquesta vaga va arribar el 3 d'abril d'aquell mateix any, després de veure l'impacte de la vaga. La jornada de 8 hores s'establí legalment.

## Segona República i Guerra Civil
Durant el primer bienni de la II República, el moviment obrer gaudeix d'un període de bonança, perquè les autoritats del moment s'hi mostraven favorables i simpatitzaven amb el moviment. Les circumstàncies econòmiques no van permetre complir les promeses dels republicans al proletariat; va provocar més vagues i revolucions, com la d'Arnedo o Casas Viejas.
La situació va empitjorar amb l'arribada de la dreta al govern (CEDA). Començà un període de retallades salarials i retallades de drets aconseguits anteriorment. Això va provocar la Revolta d'Octubre de 1934, que va acabar amb repressió policial i judicial a Astúries i Catalunya, on el govern va acabar empresonat després de declarar la independència de Catalunya.
La situació a Europa, amb els règims nazi a Alemanya i feixista a Itàlia, augmenta la influència a Espanya i motiva els sindicats d'esquerres a donar suport a la coalició Front Popular, que guanyaria les eleccions de 1936.

## Dictadura de Franco
Després de la Guerra Civil Espanyola i durant el període franquista, tots els moviments obrers i partits polítics se submergeixen en l'exili i la clandestinitat. Les seves activitats van formar part de l'oposició al franquisme.
Durant aquest període la política social del franquisme va anul·lar les reformes de la República, sobretot la reforma agrària, i va restituir així mateix propietats i fàbriques confiscades a la zona republicana durant la guerra als seus antics amos. Els organismes del sindicalisme vertical van donar un clar avantatge a tot moment als empresaris, i els treballadors solament tindran una possibilitat de defensa dels seus interessos en els càrrecs d'elecció directa (enllaços sindicals, jurats d'empresa des de 1954). L'Estat regulava a través del Ministeri de Treball les condicions a les quals s'havien d'ajustar les relacions laborals, en les quals podien intervenir els patrons adaptant la reglamentació del ram a les característiques específiques de l'empresa.
Va haver-hi alguns conflictes obrers importants des de la segona meitat dels anys quaranta, com la vaga general del primer de maig de 1947 a Biscaia i Guipúscoa, encoratjada pel Govern Basc des de l'exili i secundada tant per nacionalistes com per esquerrans, que van ser reprimits durament.
La pujada dels preus va provocar diversos conflictes laborals: la vaga dels tramvies de Barcelona de 1951, que es va estendre a diversos sectors; les vagues generals d'abril d'aquest mateix any a Biscaia i Guipúscoa, i alguns conflictes més a Vitòria, Pamplona i Madrid. A això es van unir disturbis a les universitats, sobretot en la de Madrid l'any 1956.
Amb els canvis socials i aquestes mobilitzacions, juntament amb el relleu generacional que té lloc llavors, van sorgir nous grups, d'activistes obrers, vinculats a moviments cristians de base, Germandats Obreres d'Acció Catòlica, HOAC, fundades l'any 1946; la Joventut Obrera Cristiana, JOC.
La conflictivitat laboral, es va veure afavorida per la Llei de Convenis Col·lectius de 1958. Potenciava els jurats d'empresa i el paper dels enllaços sindicals.
La mobilització laboral va afavorir el creixement d'una organització sindical: les Comissions Obreres (CCOO), des de 1962. Les CCOO havien sorgit com a comitè, amb la finalitat de negociar els convenis col·lectius al marge del sindicalisme. També van sorgir altres sindicats clandestins, com la Unió Sindical Obrera (USO), formada l'any 1960 a Astúries i al País Basc a partir de nuclis de la JOC; a ella es va unir la pervivència de la UGT i la CNT en algunes zones, i la més feble d'ELA-STV al País Basc. Des de començaments dels anys setanta faran la seva aparició alguns sindicats més, com la CSUT o el Sindicato Obreiro Galego (SOG).

## Des de la mort del dictador fins avui dia
De la ruptura del corrent sinidical unitari amb CCOO naixeran, impulsats pels maoistes del PTE i ORT, Sindicat d'Obrers del Camp (entre els seus líders Francisco Casolà, Diego Cañamero i Sánchez Gordillo), Sindicato Obreiro da Construcción de Vigo e Ã Coruña a Galícia (José Luis Muruzabal Arlegui, membre del PTE,que té un paper central en el naixement dels mateixos). L'any 1976 representants d'aquests sindicats, en una assemblea a Barcelona, creessin la CSUT que serà presidida pel carter madrileny Jeronimo Lorente. Paral·lelament l'ORT impulsarà el Sindicat Unitari al març de 1977. Ambdues centrals sindicals es van oposar, en la mesura de les seves forces, als Pactes de la Moncloa. La CSUT es fragmentarà i es dissoldrà l'any 1981.
El 28 d'abril de 1977 s'inicia el període democràtic de les organitzacions sindicals a Espanya. Amb això, s'obre una nova etapa en la realitat sindical espanyola, Enrique de la Mata Gorostizaga, llavors ministre de Relacions Sindicals, va obrir la porta al pluralisme sindical amb el reconeixement d'UGT, CCOO, USO, ELA-STV, SOC i CNT.

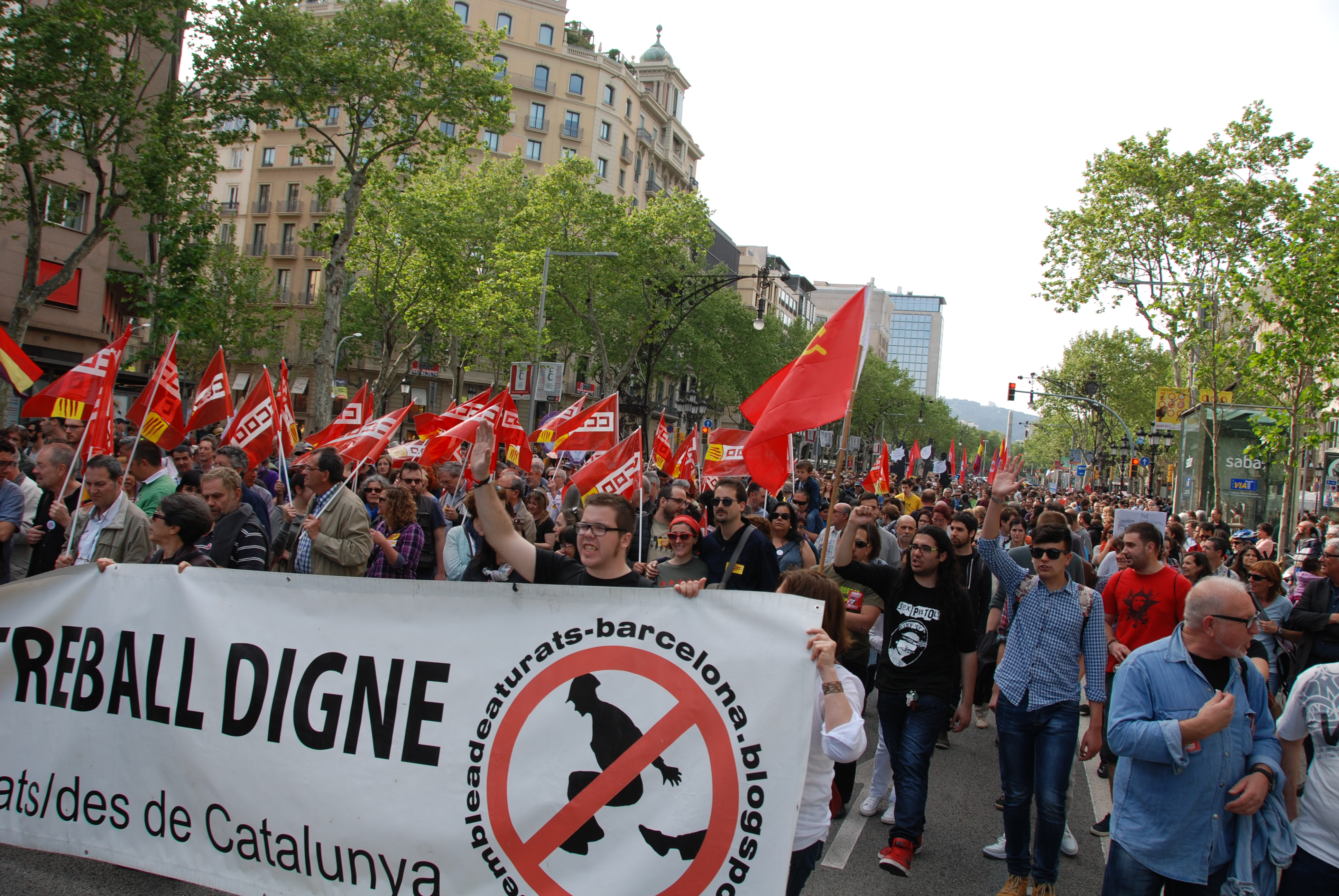
Manifestació sindical a Barcelona

En els anys posteriors sofreixen enemistats entorn del que es va dir models sindicals. CCOO, volia capitalitzar hàbits de la clandestinitat. En canvi, la UGT estava interessada en defensar les pràctiques i estructures habituals d'un sindicalisme en la legalitat, comuna a la resta d'Europa.
UGT va defensar una lògica sindical, mentre que CCOO era d'una lògica movimentista. En realitat, els comunistes van descobrir durant la clandestinitat que per a ells era infinitament més operativa una plataforma, un moviment, que un sindicat: per això van liquidar el que tenien, l'OSO (Oposició Sindical Obrera, organització impulsada pel PCE (ml) i membre del FRAP mai va participar en CCOO), i van passar a formar part de CCOO Però ara, en la legalitat, se'ls imposava de manera inevitable la necessitat de fer de les mateixes un sindicat. Això implicava temps, canvi de mentalitat i, sobretot, tractar de capitalitzar la inèrcia anterior en el nou sistema de mesurar: les eleccions sindicals de 1978.
Aquestes lluites ideològiques no només van afectar les organitzacions implicades sinó que com a resultat d'elles gran part de la militància de la USO es va incorporar l'any 1977 a la UGT i l'any 1980 a Comisones Obreres, afeblint-la notablement. Pesi a això ha aconseguit mantenir-se fins al punt de ser actualment el tercer sindicat en representativitat a Espanya.
Per la seva banda, la Confederació Nacional del Treball (CNT-AIT) que va entrar en el postfranquisme amb un creixement espectacular, es va veure embolicada en unes lluites internes en les quals es distingien dos sectors, el primer i majoritari en el qual s'incorporava el sector més fidel als mínims plantejaments anarcosindicalistas i un altre sector minoritari que optava per participar en les eleccions sindicals i comitès d'empresa, acceptant així el model sindical impost des de l'Estat. Aquest enfrontament va provocar una escissió en el seu si creant-se la que avui es coneix com a CGT (Confederació General del Treball) nomeni aquest que va haver d'adoptar per sentència judicial ja que aquest segon sector es reclamava com a continuador de CNT. Significatiu també va ser el muntatge policial del Cas Scala, culpant-se a la CNT de l'ocorregut, provocant una onada de repressió i persecució que va espantar a gran part de la militància anarcosindicalista. La CNT segueix sent fidel als principis de lluita amb acció directa que van fer que anés el sindicat espanyol més important en la dècada dels trenta i duent a terme la revolució social, ara malgrat la seva escassa presència social, manté no només els seus principis i finalitats impecables sinó que preserva la seva estructura anarcosindical llista per a moments de crisis en els quals la classe treballadora pugui veure com a alternativa a la CNT.